# Fernando Zunzunegui Rodríguez
Fernando Zunzunegui Rodríguez (5 d'octubre de 1943 - 28 d'agost de 2014) va ser un futbolista gallec, que jugava com a defensa.

## Carrera professional
Natural de Vigo, Zunzunegui va començar a jugar a futbol juvenil amb el Chao local. Aviat es va incorporar a l'equip B del Celta de Vigo (aleshores conegut com a Turista) abans de pujar per jugar al primer equip del Celta. Després d'impressionar en 63 partits oficials amb el Celta, Zunzunegui va fitxar pel Reial Madrid el 1965. No obstant això, va haver de fer el servei militar a Laayoune, al Sàhara espanyol, i no va poder guanyar la Copa d'Europa de 1965-66 amb el Reial Madrid. Després de completar el servei militar, Zunzunegui va tornar al Reial Madrid, guanyant la primera divisió quatre vegades i la Copa del Rei una vegada. Va jugar 112 partits oficials amb el Reial Madrid durant set temporades, abans de marxar al Llevant UE.

## Palmarès
Reial Madrid
- 4 Lliga espanyola: 1966–67, 1967–68, 1968–69, 1971–72
- Copa d'Espanya: 1969–70